# Élections sénatoriales de 2014 dans l'Aveyron
Les élections sénatoriales de 2014 dans l'Aveyron ont lieu le dimanche 28 septembre 2014. Elles ont pour but d'élire les deux sénateurs représentant le département au Sénat pour un mandat de six années.

## Contexte départemental
Dans le département 8 candidats se sont déclarés pour les deux postes de sénateurs à pouvoir. Parmi les candidats on trouve plusieurs poids-lourds le sénateur sortant PS Alain Fauconnier, la sénatrice sortante et ancienne ministre la PRG Anne-Marie Escoffier, le président du Conseil général l'UDI Jean-Claude Luche et le député UMP Alain Marc. 
La bataille s'annonce féroce entre la gauche qui détient les deux sièges et la droite et le centre qui espèrent bien en rafler un.

## Rappel des résultats de 2008
| Candidat et parti politique | Candidat et parti politique | Candidat et parti politique | Premier tour | Premier tour | Second tour | Second tour |
| Candidat et parti politique | Candidat et parti politique | Candidat et parti politique | Voix         | %            | Voix        | %           |
| --------------------------- | --------------------------- | --------------------------- | ------------ | ------------ | ----------- | ----------- |
|                             | Anne-Marie Escoffier        | PRG                         | 366          | 43,57        | 489         | 57,94       |
|                             | Alain Fauconnier            | PS                          | 358          | 42,62        | 484         | 57,35       |
|                             | Jacques Godfrain            | UMP                         | 276          | 32,86        | 348         | 41,23       |
|                             | Jean Puech                  | UMP                         | 255          | 30,36        | 342         | 40,52       |
|                             | Gérard Descrozaille         | DVD                         | 137          | 16,31        |             |             |
|                             | Marc Censi                  | UMP                         | 125          | 14,88        |             |             |
|                             | Marie-Christine Llados      | PCF                         | 32           | 4,40         |             |             |
|                             | Claude Charon               | PCF                         | 31           | 3,81         |             |             |
|                             | Yves Frémion                | Verts                       | 22           | 2,62         |             |             |
|                             | Vincent Descargues          | Verts                       | 15           | 1,79         |             |             |
|                             | Michel Dorlin               | FN                          | 3            | 0,36         |             |             |
|                             |                             |                             |              |              |             |             |
| Inscrits                    | Inscrits                    | Inscrits                    | 972          | 100,00       | 972         | 100,00      |
| Abstentions                 | Abstentions                 | Abstentions                 | 16           | 1,65         | 18          | 1,85        |
| Votants                     | Votants                     | Votants                     | 956          | 98,35        | 954         | 98,15       |
| Blancs et nuls              | Blancs et nuls              | Blancs et nuls              | 25           | 2,62         | 21          | 2,20        |
| Exprimés                    | Exprimés                    | Exprimés                    | 931          | 97,38        | 933         | 97,80       |

## Sénateurs sortants
| Sénateur | Sénateur             | Parti | Fonctions lors de l'élection en 2008 |
| -------- | -------------------- | ----- | ------------------------------------ |
|          | Alain Fauconnier     | PS    | Maire de Saint-Affrique              |
|          | Anne-Marie Escoffier | PRG   | Conseillère générale                 |

## Présentation des candidats
Les nouveaux représentants sont élus pour une législature de 6 ans au suffrage universel indirect par les grands électeurs du département. En Aveyron, les deux sénateurs sont élus au scrutin majoritaire à deux tours. Ils sont 8 candidats dans le département, chacun avec un suppléant.
| N°  | Candidats | Candidats            | Parti | Principales fonctions                             |
| --- | --------- | -------------------- | ----- | ------------------------------------------------- |
| T 1 |           | Claude Charon        | PCF   | Conseiller municipal de Saint-Affrique            |
| S 1 |           | Andrée Capus         | PCF   |                                                   |
| T 2 |           | Georges Courbot      | PG    |                                                   |
| S 2 |           | Fabienne Chabrolin   | PG    | Conseillère municipale de Cransac                 |
| T 3 |           | Anne-Marie Escoffier | PRG   | Sénatrice sortante                                |
| S 3 |           | Stéphane Mazars      | PRG   | Adjoint au maire de Rodez                         |
| T 4 |           | Alain Fauconnier     | PS    | Sénateur sortant, maire de Saint-Affrique         |
| S 4 |           | Sarah Vidal          | PS    | Adjointe au maire de Rodez                        |
| T 5 |           | Jean-Claude Luche    | UDI   | Président du conseil général, conseiller régional |
| S 5 |           | Gisèle Rigal         | UDI   | Conseillère générale                              |
| T 6 |           | Jean-Louis Grimal    | DVD   | Conseiller général, maire de Curan                |
| S 6 |           | Geneviève Mazars     | DVD   |                                                   |
| T 7 |           | Alain Marc           | UMP   | Député, vice-président du conseil général         |
| S 7 |           | Dominique Gombert    | UMP   | Adjointe au maire de Luc-la-Primaube              |
| T 8 |           | Bruno Leleu          | FN    | Conseiller municipal de Decazeville               |
| S 8 |           | Sandrine Pérez       | FN    |                                                   |

## Résultats
| Candidat et parti politique | Candidat et parti politique | Candidat et parti politique | Premier tour | Premier tour | Second tour | Second tour |
| Candidat et parti politique | Candidat et parti politique | Candidat et parti politique | Voix         | %            | Voix        | %           |
| --------------------------- | --------------------------- | --------------------------- | ------------ | ------------ | ----------- | ----------- |
|                             | Jean-Claude Luche           | UDI                         | 515          | 60,80        |             |             |
|                             | Alain Marc                  | UMP                         | 411          | 48,52        | 485         | 57,33       |
|                             | Alain Fauconnier            | PS                          | 284          | 33,53        | 355         | 41,96       |
|                             | Anne-Marie Escoffier        | PRG                         | 245          | 28,93        | Retrait     | Retrait     |
|                             | Jean-Louis Grimal           | DVD                         | 107          | 12,63        | Retrait     | Retrait     |
|                             | Claude Charon               | PCF                         | 30           | 3,54         | Retrait     | Retrait     |
|                             | Georges Courbot             | PG                          | 16           | 1,89         | Retrait     | Retrait     |
|                             | Bruno Leleu                 | FN                          | 10           | 1,18         | 6           | 0,71        |
|                             |                             |                             |              |              |             |             |
| Inscrits                    | Inscrits                    | Inscrits                    | 881          | 100,00       | 881         | 100,00      |
| Abstentions                 | Abstentions                 | Abstentions                 | 5            | 0,57         | 8           | 0,91        |
| Votants                     | Votants                     | Votants                     | 876          | 99,43        | 873         | 99,09       |
| Blancs                      | Blancs                      | Blancs                      | 23           | 2,63         | 15          | 1,72        |
| Nuls                        | Nuls                        | Nuls                        | 6            | 0,68         | 12          | 1,37        |
| Exprimés                    | Exprimés                    | Exprimés                    | 847          | 96,69        | 846         | 96,91       |